# Sibilia
Sibilia est une ville du Guatemala située dans le département de Quetzaltenango.